# Unterbrunn (Gauting)
Unterbrunn ist ein Gemeindeteil von Gauting und eine Gemarkung im Landkreis Starnberg in Oberbayern.

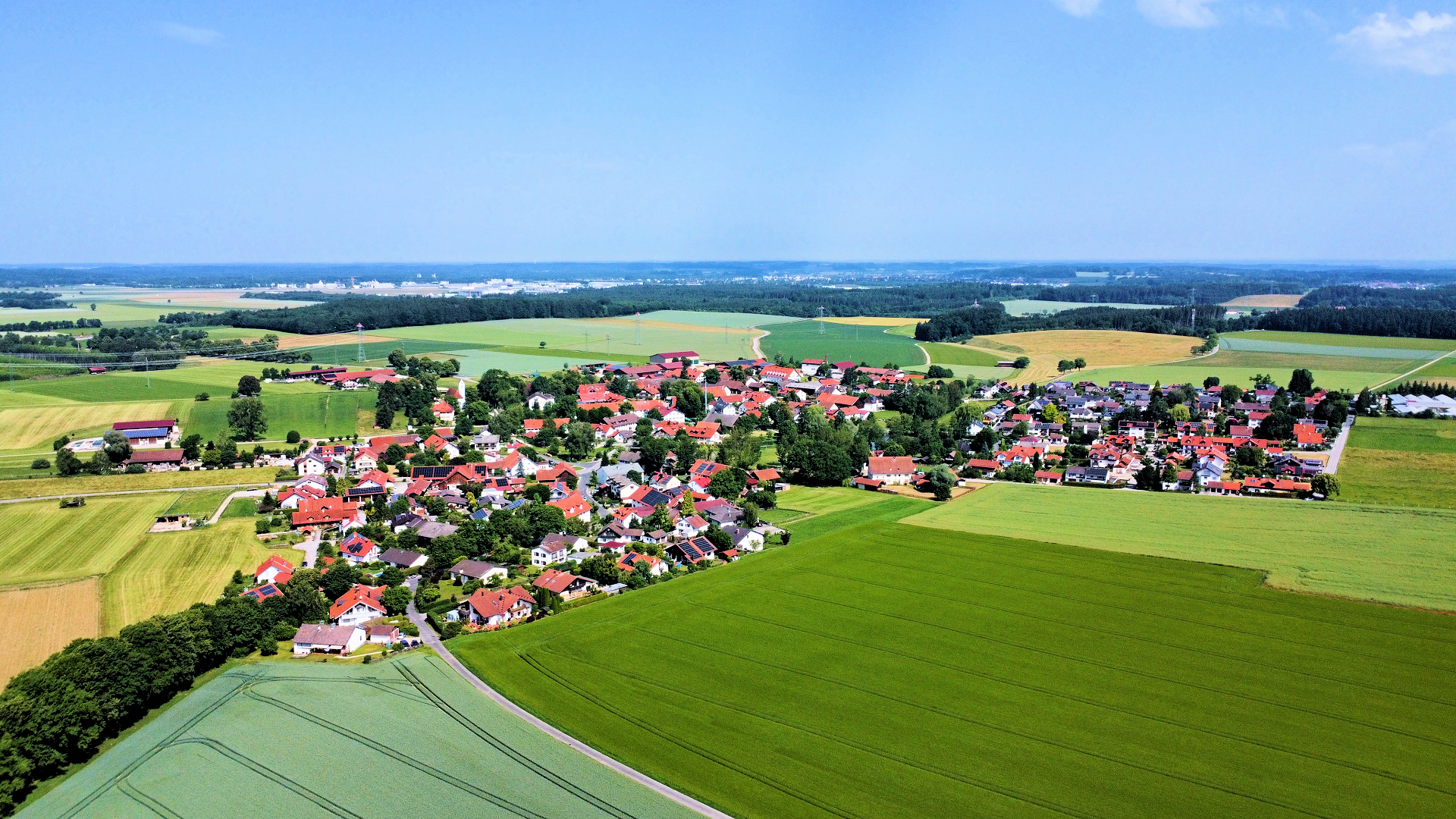
Luftbild von Unterbrunn aus Südosten

## Geographie
Das ländlich geprägte Pfarrdorf liegt im Südwesten Münchens zwischen Gilching und Oberbrunn östlich der Staatsstraße 2069 und wird von einer eiszeitlichen Abflussrinne durchzogen, durch die der Reßbach fließt.
Die Gemarkung Unterbrunn ist der nordwestliche Teil des Gautinger Gemeindegebiets. Auf ihr liegen die Gemeindeteile Unterbrunn und Mitterwies und eine Teilfläche des Flugplatzes Oberpfaffenhofen sowie des Air Tech Campus Ost.

## Geschichte
Unterbrunn wurde wie auch Oberbrunn im Mittelalter angelegt. Eine erste urkundliche Erwähnung stammt aus dem Jahr 1150.
Die Gemeinde Unterbrunn wurde 1978 im Zuge der Gemeindegebietsreform nach Gauting eingemeindet. Im Jahr 1961 hatte sie eine Fläche von 1262,69 Hektar, die beiden Orte Unterbrunn und Mitterwies und 399 Einwohner.

## Sehenswürdigkeiten

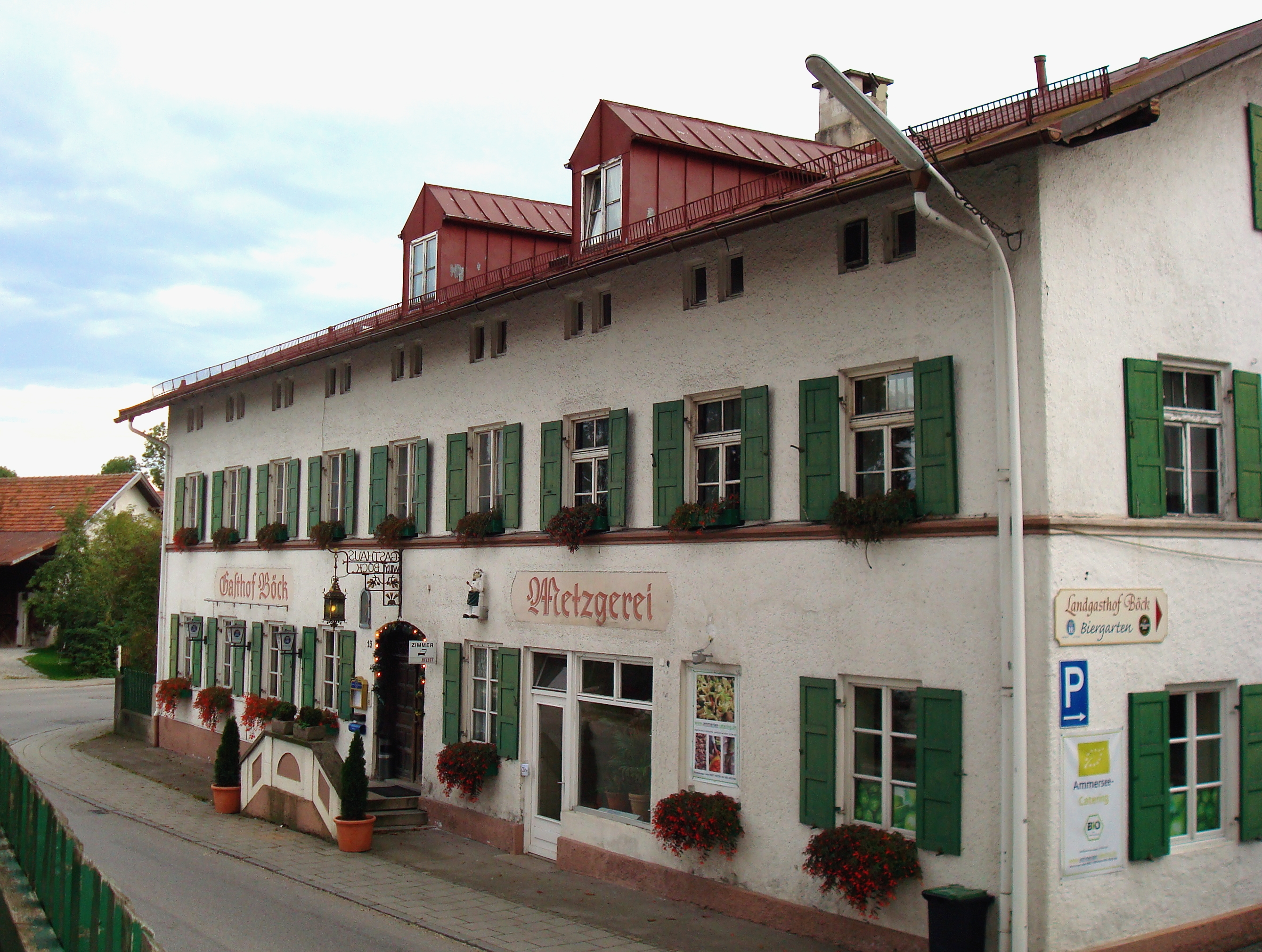
Gasthof Böck

- Wallfahrtskapelle St. Laurentius, erbaut im 15. Jahrhundert
- In der Mitte des Dorfes gelegen befindet sich der über 200 Jahre alte Gasthof Böck, in dem regelmäßige Jazzkonzerte (Charivari-Jazzband) stattfinden.

## Vereine
- Sportverein SV Unter-/Oberbrunn 1975 e. V. mit den Sparten Stockschießen, Volleyball, Turnen und Gymnastik, Tischtennis und Tennis (eigene Plätze)
- Burschenschaft
- Männergesangsverein Harmonie

## Wirtschaft und Infrastruktur
- einige kleinere Gewerbebetriebe
- Einzelhandelsgeschäfte für Lebensmittel
- Kindergarten
- Mehrzweckhalle
- Umgehungsstraße
- Bus-Verbindung nach Gauting und Gilching
- Freiwillige Feuerwehr